# Семиз Али-паша
Семиз Али — паша (тур. Semiz Ali Paşa, босн. Semiz Ali-Paša Pračić; ум. 28 июня 1565) — великий визирь Османской империи.

## Биография
По одним данным, родился в Боснии; по другим, был албанского происхождения. Обучался в Эндеруне до 1545 года.
С 1549 по 1554 гг. был бейлербеем Египта. Принимал участие в третьей персидской военной кампании султана Сулеймана I. В июле 1561 года после смерти зятя султана Дамата Рустема-паши занял пост великого визиря. В 1562 году принимал участие в заключении мирного соглашения с Австрией.
Скончался в 1565 году в Стамбуле. Похоронен в тюрбе Хаджи Бекира-аги в мечети Султана Эйюпа.

## Киновоплощения
В турецком телесериале «Великолепный век» роль Семиз Али-паши исполнил известный актер Фатих Докгёз.